# Buturuga de Crăciun
Buturuga de Crăciun este o prăjitură care încheie masa de Crăciun în Franța, Belgia, Luxemburg, Elveția, Quebec, New Brunswick, Vietnam, Liban și, în general, în țările francofone. Această tradiție culinară reproduce un alt rit legat de celebrarea solstițiului de iarnă. Acest obicei este atestat încă din Evul Mediu și este moștenit din diverse rituri păgâne. Este răspândit în toată Europa.

## Tradiția buturugii

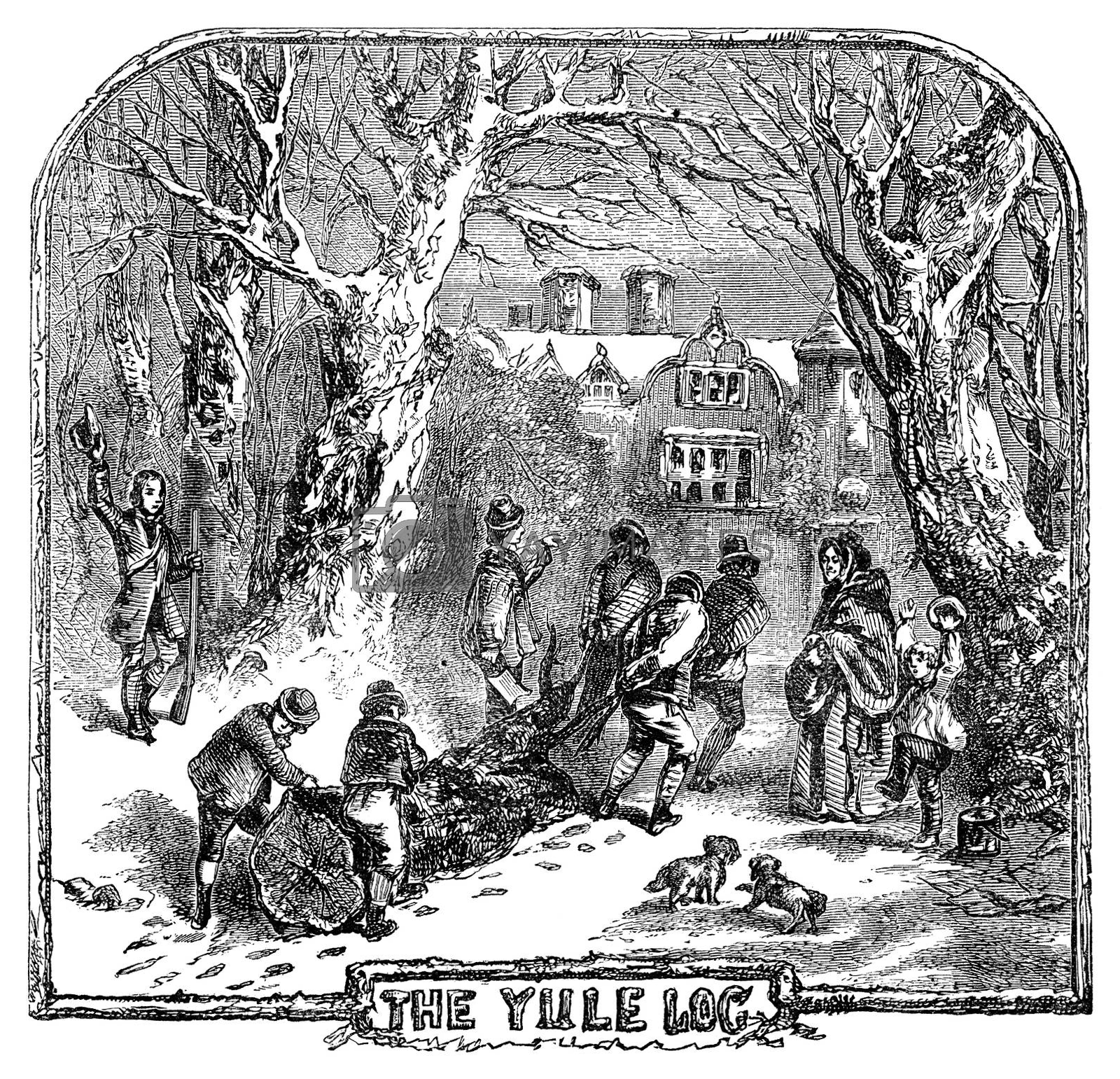
Sărbătoarea Yule

Înainte de răspândirea creștinismului, cultele politeiste (sărbătoarea Yule în țările scandinave, Cacho fio în Provence) ardeau câteva zile un trunchi de copac ca ofrandă către zei pentru a garanta o recoltă bună in anul următor .
De multe secole, în Ajunul Crăciunului se obișnuiește să se ardă un buștean foarte mare în vatră ,  care trebuie să ardă foarte încet, ideal fiind să poate rezista cele douăsprezece zile ale ciclului (până la noul an) sau cel puțin trei zile. Bușteanul trebuie să provină de preferință dintr-un trunchi de pom fructifer din sud (prun, cireș și măslin) care ar trebui să garanteze o recoltă bună pentru anul următor, dar și stejar și fag din nord deoarece ghindele erau hrană pentru oameni până la sfârșitul Evului Mediu . La aprindere, bușteanul este binecuvântat folosind o ramură de dafin, păstrată încă de la sărbătoarea Duminica Floriilor. În timpul arderii, bușteanul este, în anumite regiuni, stropit cu vin pentru a asigura o recoltă bună, sau cu sare pentru a proteja împotriva vrăjitoarelor. De multe ori se păstrează jarul pentru a proteja casa de fulgere sau diavol , iar cenușa este răspândită pe câmpuri pentru a fertiliza pământul. De asemenea, cărbunele se păstrează tot timpul anului pentru a fi folosit în compoziția mai multor remedii. Aprinsă cu jar de la bușteanul din anul precedent, cenușa lui serveste drept protecție (și alte credințe populare) pentru întreaga gospodărie până în anul următor .
Invenția buturugii datează din secolul al XIX-lea, fără  să se știe cu adevărat cine este autorul, multiplele surse contrazicându-se. Unii menționează crearea sa în jurul anului 1834 de către un ucenic patiser din Saint-Germain-des-Prés. Alții cred că buturuga de Crăciun s-a născut la Lyon în anii 1860 în bucătăria ciocolatierului Félix Bonnat. O altă pistă duce la Pierre Lacam, fostul patiser al Prințului Carol al III-lea de Monaco, despre care se spune că a conceput-o în 1898 .
Cu toate acestea, buturuga ca patiserie a început să devină populară abia după eliberarea Frantei, în anii 1945-1950 .

## Desertul

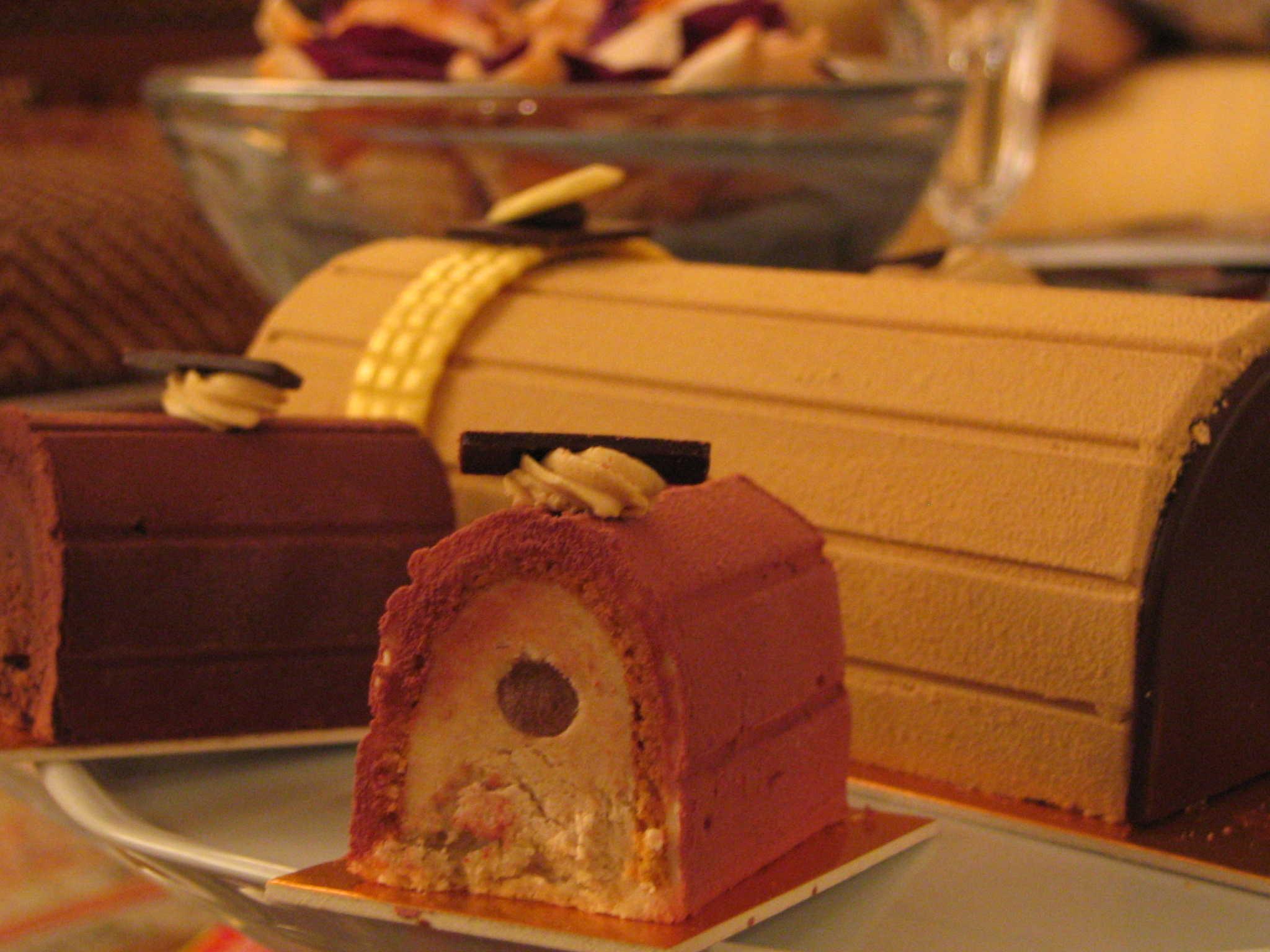
Buturugi de Craciun glazurate, contemporane.

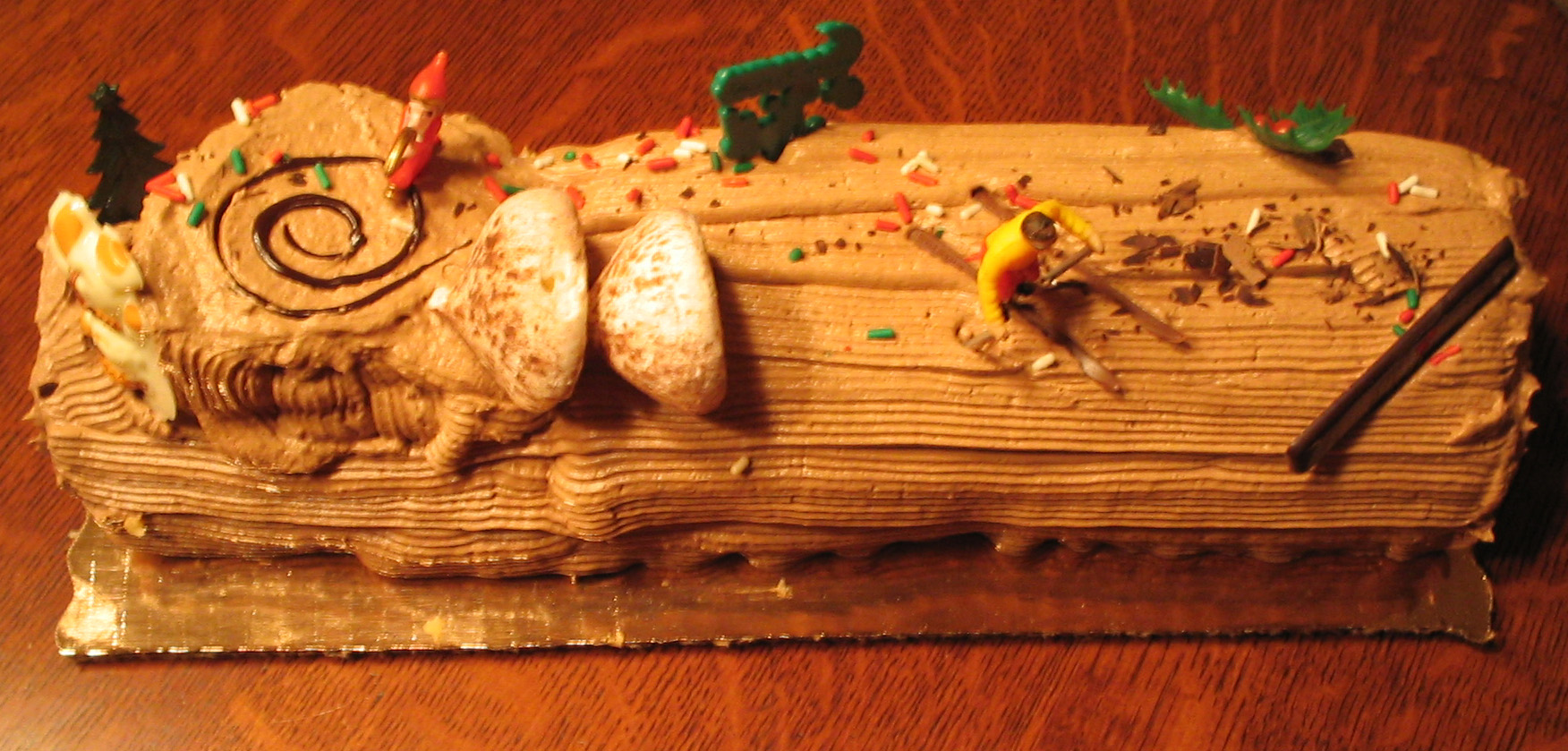
Buturugă de Crăciun tradițională cu unt.

Buturuga de Crăciun, practic, era un pandișpan, pe care se întindea o cremă de unt aromată cu cafea, ciocolată, Grand Marnier (etc.) care apoi se rula pentru a-i da forma unui buștean , care apoi era acoperit cu un strat subțire de cremă de unt.
Totuși, acum găsim mai multe așa-zise buturugi fanteziste care nu se mai rulează, ci se fac în tavă și se ornează nu cu cremă de unt, ci cu spumă de fructe, cremă de mascarpone, cremă de muselină, jeleuri și tot felul de fursecuri. 
Tradiționala buturugă de Crăciun, glazurată sau nu, este în general împodobită cu diverse forme (Moș Crăciun, topor, ferăstrău, ciuperci, spiriduși etc.) din zahăr sau plastic. Cu toate acestea, marii patiseri au pus capăt în mare parte acestei epoci, împodobindu-le sobru, pentru a face un desert rafinat.